# Komorní scéna Aréna

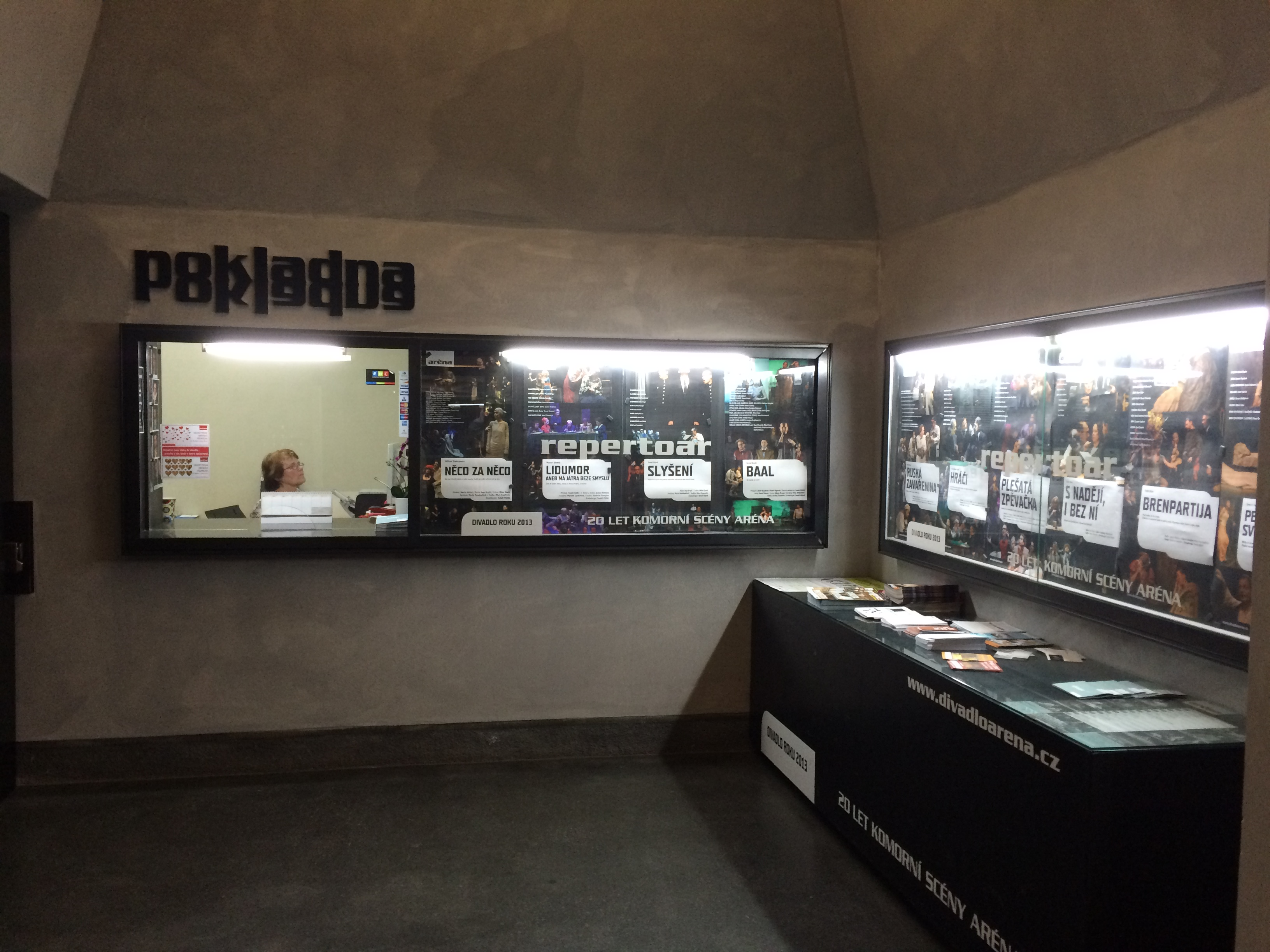
Pokladna divadla

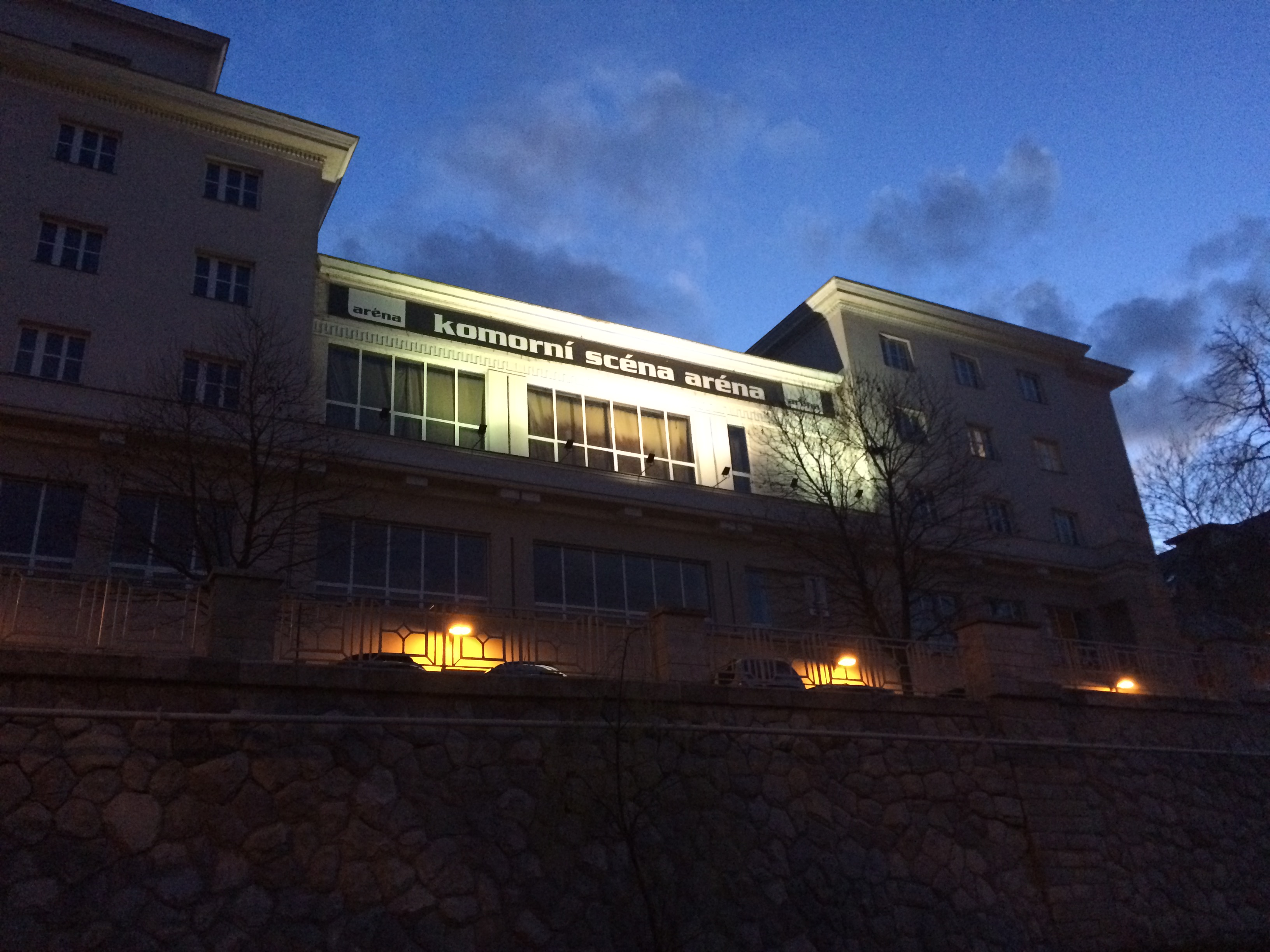
Pohled z nábřeží

Komorní scéna Aréna se za čtvrtstoletí své existence postupně vypracovala na špičku české divadelní scény, o čemž svědčí zcela výjimečné úspěchy v celorepublikovém měřítku, završené čtyřnásobným nejvyšším oceněním Divadlo roku (2013, 2015, 2016, 2017).
Soustřeďuje se na tzv. herecké divadlo charismatických osobností, prostřednictvím kterého přináší zajímavá společenská témata, prezentovaná v moderním komorním sále pro zhruba sto diváků. Architektonicky a designově atraktivní prostředí nabízí rovněž foyer divadla, v němž se pravidelně pořádají i mimodivadelní společenské události jako například fotografické výstavy. Již řadu let je souborem, jehož inscenace pravidelně zaznamenává Česká televize a je zvána na prestižní české, ale i zahraniční divadelní festivaly.
Vznik Komorní scény Aréna se datuje do roku 1994, kdy z lidí soustředěných kolem původního Divadla hudby (nyní Stará aréna), vzniklo miniaturní, tehdy ještě poloprofesionální divadlo. Spoluautorem jeho umělecké koncepce byl režisér, dramaturg a posléze i herec Pavel Cisovský, první umělecký šéf nově založeného souboru.
Hned v sezóně 1993-1994 se zrodila jedna z legend v celé historii Arény. Režisér Radovan Lipus nastudoval „scénickou škytavku“ Průběžná O(s)trava krve, inscenaci inspirovanou hornickým folklórem a místní kabaretní tradicí, která posléze dosáhla více než stovky repríz a byla natočena i Českou televizí.
Velkým úspěchem bylo v roce 1996 uvedení hry Višňový sad A. P. Čechova. Režisérka Oxana Meleškina Smilkova vytvořila s herci okouzlující jevištní dílo, které souboru vyneslo nominaci na cenu Divadlo roku 1996, nominaci v kategorii Ženský herecký výkon a nominaci na ocenění Inscenace roku.
První skutečně získané ocenění přišlo v roce 2003, kdy inscenace Psí srdce obdržela v rámci Cen Alfréda Radoka titul Inscenace roku a herec Michal Čapka cenu za Mužský herecký výkon.
Po deseti letech od svého vzniku se divadlo přestěhovalo z původního působiště na Masarykově náměstí do zbrusu nových divadelních prostor v budově Knihovny města Ostravy a pod vedením tehdy nově nastoupivšího uměleckého šéfa Ivana Krejčího zde od sezóny 2005/2006 dál stoupá ke hvězdám prostřednictvím umělecky kvalitních a divácky atraktivních inscenací.
Další významná ocenění přišla s Cenami Thálie pro činoherce do 33 let, které v roce 2007 získal Michal Čapka a v roce 2011 Tereza Dočkalová.
Výrazný úspěch divadlo rovněž zaznamenalo v lednu 2014, kdy Ruská zavařenina v režii Ivana Rajmonta zvítězila v anketě Divadelních novin a získala titul Inscenace roku 2013.
Velkého úspěchu se Aréna dočkala v březnu 2014. V rámci udělování Cen Alfréda Radoka obdržela cenu nejvyšší a byla vyhlášena Divadlem roku 2013, poprvé nejen jako ostravské, ale i vůbec moravské divadlo.
Tento husarský kousek Aréna zopakovala o dva roky později, kdy se nejprve Slyšení stalo Inscenací roku 2015 v anketě Divadelních novin a posléze KSA proměnila všech pět nominací v rámci udělování Cen divadelní kritiky (bývalé Ceny Afréda Radoka).
Talentem roku byl vyhlášen tehdy nejmladší člen KSA Štěpán Kozub, Nejlepší poprvé uvedenou českou hrou se stalo Slyšení Tomáše Vůjtka, jevištní podoba této hry v režii Ivana Krejčího se stala Inscenací roku a Marek Cisovský za roli Adolfa Eichmanna ve jmenované inscenaci získal Cenu za mužský herecký výkon. Nakonec vše zastřešila cena nejvyšší, prestižní ocenění Divadlo roku 2015.
V dalším roce Komorní scéna Aréna, dosáhla, řečeno sportovní terminologií, hattricku. Potřetí získala nejvyšší české divadelní ocenění a stala se Divadlem roku 2016.

A i následující rok opět porazila všechna česká divadla a byla vyhlášena Divadlem roku 2017. Stalo se tak již počtvrté a zařadila se tím po bok nejúspěšnějších českých divadelních scén a pomyslně tak vstoupila do moravské, ostravské, ale i celorepublikové síně slávy.

## Ředitelé
- Renáta Huserová (1994–2018)
- Jakub Tichý (2018-)

## Umělečtí šéfové
- Pavel Cisovský (1994–2005)
- Ivan Krejčí (2005–)